# Þjóðveldisbærinn Stöng
Þjóðveldisbærinn Stöng (islandês: [ˈθjoːuðˌvɛltɪsˌpaːirɪnː ˈstøiŋk], Fazenda da Comunidade de Stöng) é uma fazenda reconstruída da era viking na Islândia, localizada no vale Þjórsárdalur, perto da Rota 32, no município de Árnessýsla. É uma reconstrução historicamente precisa dos três edifícios, incluindo uma longhouse, que ficava a 7 km ao norte em Stöng; Acredita-se que a fazenda tenha sido enterrada sob cinzas vulcânicas em 1104 após a erupção do vulcão Hekla.
A reconstrução foi terminada em 1974 como parte das celebrações nacionais da 1100ª aniversário do assentamento da Islândia em 874.

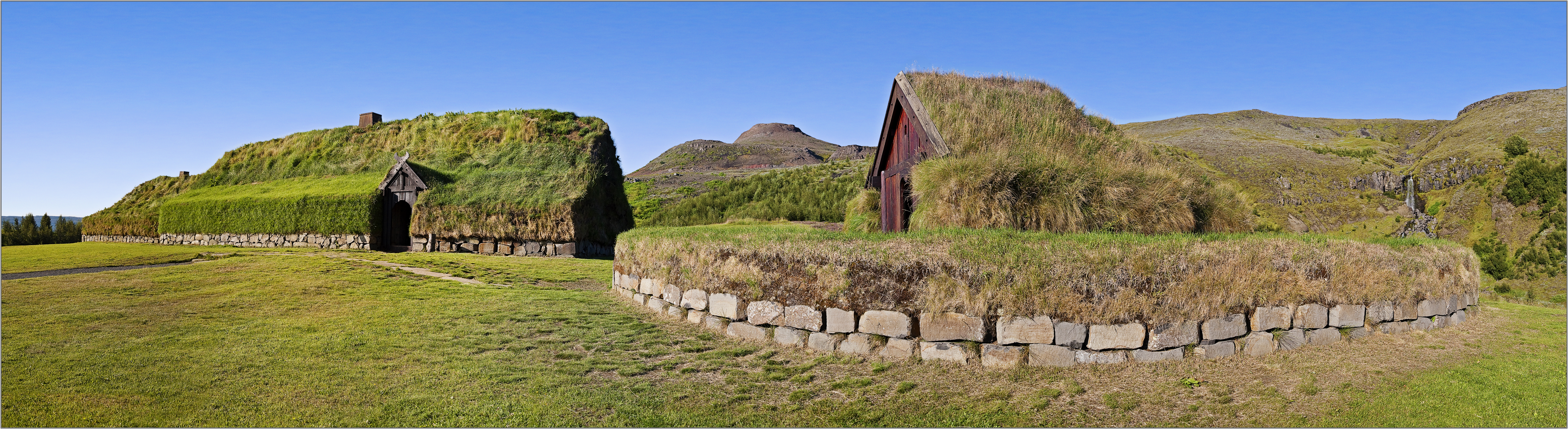
Panorama da réplica